# 凱瑟爾萬德峰

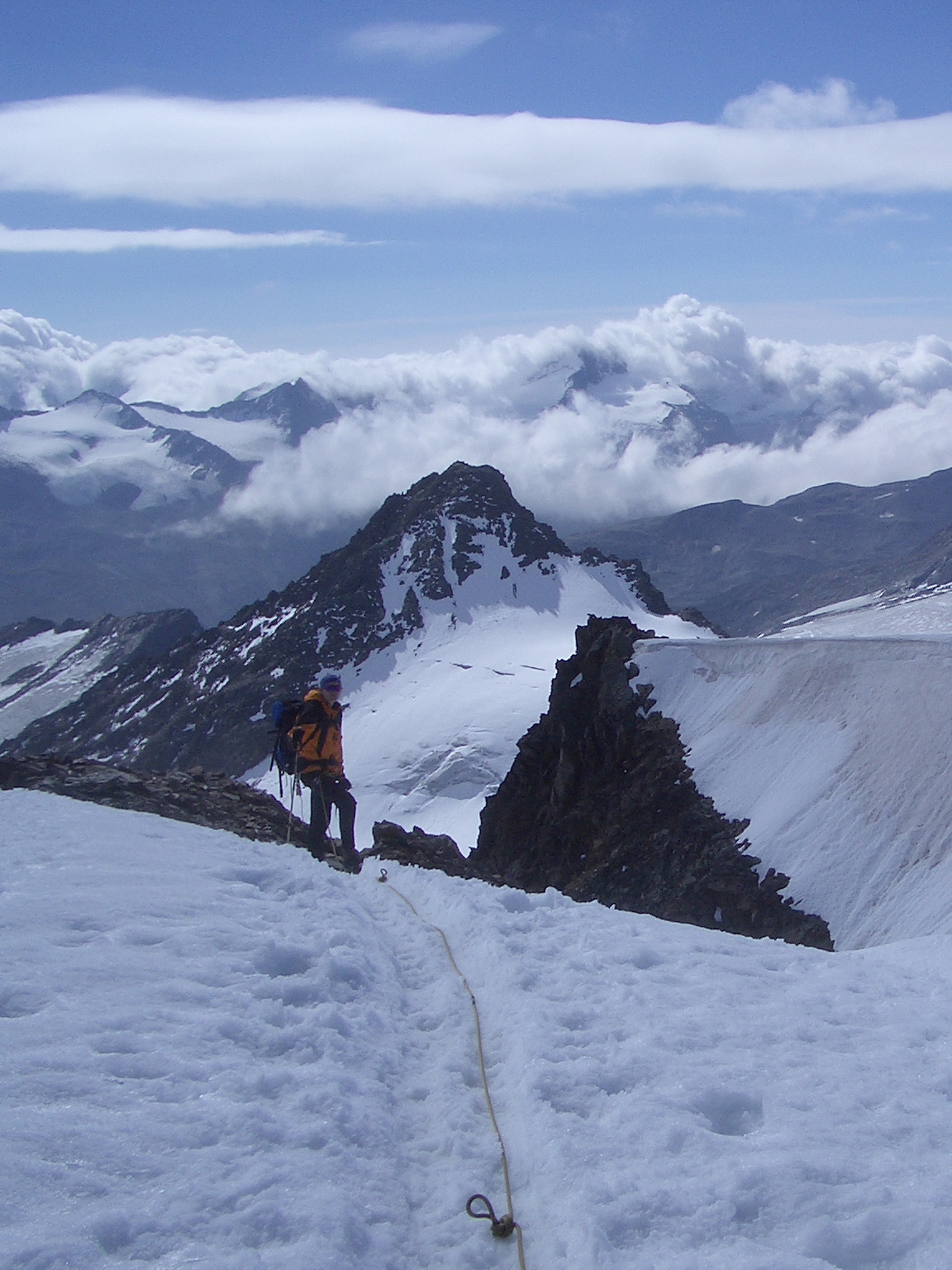

46°50′56″N 10°48′0″E / 46.84889°N 10.80000°E
凱瑟爾萬德峰（德語：Kesselwandspitze），是奧地利的山峰，位於該國西部，由蒂羅爾州負責管轄，屬於奧茨塔爾阿爾卑斯山脈的一部分，海拔高度3,414米，每年平均降雨量1,357毫米。